# Alliance for Direct Democracy in Europe
Die Alliance for Direct Democracy in Europe (ADDE, deutsch: Allianz für Direkte Demokratie in Europa, französisch: Alliance pour la Démocratie Directe en Europe) war eine europäische politische Partei. Sie wurde am 30. September 2014 aus den Reihen der Fraktion Europa der Freiheit und der direkten Demokratie im Europäischen Parlament gegründet und war wie diese hauptsächlich von der britischen UK Independence Party dominiert. Die Partei ging im April 2017 insolvent und wurde am 24. Mai 2017 aufgelöst.
Mit dem Institute for Direct Democracy in Europe (IDDE, ursprünglich Initiative for Direct Democracy) bestand eine parteinahe Stiftung der ADDE. Das IDDE wurde von Laure Ferrari (DLF, Frankreich) geführt.

## Geschichte

### Gründung
Die Gründung der Partei war innerhalb der UKIP umstritten. Noch 2009 hatte sich die Parteibasis gegen die Beteiligung an einer europäischen Partei ausgesprochen. Einzig MdEP Godfrey Bloom beteiligte sich an einer europäischen Partei, der Europäische Allianz für Freiheit, deren Vorsitzender er auch war.
Nach der Gründung schlossen sich nicht alle Europaparlamentarier der UKIP der ADDE an. Mitte 2015 gehörten 19 der damals 22 UKIP-Abgeordneten der ADDE an. Die Partei erhielt für das Jahr 2015 erstmals vorläufig etwa 1,24 Millionen Euro an Parteienfinanzierung vom Europäischen Parlament zugesprochen. Dazu kamen 730.000 € für die IDDE-Stiftung.

### Finanzielle Unregelmäßigkeiten und Auflösung
Ende 2016 stellte das Europäische Parlament fest, dass die ADDE bzw. UKIP über eine halbe Million Euro an Parteienfinanzierung für nationale Parteipolitik missbraucht habe. Zudem habe die IDDE nicht die notwendigen Eigenmittel durch Spenden etc. aufgebracht. Die Vorauszahlung für die Parteienfinanzierung der ADDE im Jahr 2017 wurde von 80 % auf 40 % gekürzt.
Mehrere UKIP-Abgeordnete verließen die ADDE, zum Teil weil sie nach internen Streitigkeiten über die Nachfolge von Nigel Farage UKIP verließen, zum Teil weil sie zur Europäischen Allianz für Freiheit wechselten, teilweise aus unbekannten Gründen. Anfang 2017 waren noch acht der zu dieser Zeit 20 Europaabgeordneten Mitglied der ADDE.
Ende März 2017 verließ die Generalsekretärin Yasmine Dehaene (Parti Populaire) die ADDE. In einer öffentlich gewordenen E-Mail warf sie der UKIP vor, das diese nicht wie versprochen diverse Rechnungen der ADDE beglichen hatte. Unter anderem handelte es sich dabei um Anwaltsrechnungen und Mietzahlungen. Zudem habe auch Dehaene selbst und der Schatzmeister Willem Toutenhoofd drei Monate lang keine Aufwandsentschädigung erhalten.
Im April 2017 wurde die ADDE insolvent. Mit Wirkung vom 24. Mai 2017 löste sich die ADDE auf.
Im November 2017 durchsuchte die belgische Staatsanwaltschaft Büroräume der belgischen Mitgliedspartei Parti Populaire, da Gelder der ADDE missbräuchlich für diese benutzt worden seien.

## Mitglieder
Der ADDE gehörten Politiker aus folgenden Ländern an:
| Land                   | Partei                       | Parlamentarier                               | Zeit      |
| ---------------------- | ---------------------------- | -------------------------------------------- | --------- |
| Belgien                | Parti Populaire              | Aldo Carcaci (Nationales Parlament)          | ab 2014   |
| Bulgarien              | NFSB                         | Slavi Binev (Nationales Parlament)           | ab 2015   |
| Deutschland            | AfD                          | Beatrix von Storch (MdEP)                    | ab 2016   |
| Frankreich             | (gewählt für Front National) | Joëlle Bergeron (MdEP)                       | 2014–2017 |
| Frankreich             | DLF                          | Nicolas Dupont-Aignan (Nationales Parlament) | ab 2014   |
| Italien                |                              | Giambattista Coltraro **                     | ab 2015   |
| Litauen                | TT                           | Rolandas Paksas (MdEP)                       | ab 2014   |
| Niederlande            | VoorNederland                | Zwei nationale Abgeordnete                   | 2014–2017 |
| Polen                  | Polska Razem (2014–2015)     | Andrzej Dąbrowski (Nationales Parlament)     | 2014–2016 |
| Polen                  | KORWiN                       | Robert Iwaszkiewicz (MdEP)                   | ab 2016   |
| Polen                  | Kukiz’15                     | Pavel Grabowski (Nationales Parlament)       | ab 2016   |
| Schweden               | Schwedendemokraten           | 2 MdEP                                       | ab 2014   |
| Tschechien             | Strana svobodných občanů     | Petr Mach (MdEP)                             | ab 2014   |
| Vereinigtes Königreich | UK Independence Party        | Bis zu 20 MdEPs *                            | ab 2014   |